# 高梨乙松

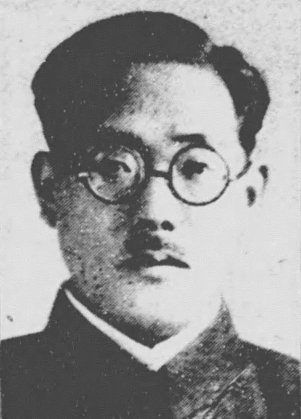
高梨乙松

高梨 乙松（たかなし おとまつ、1898年〈明治31年〉9月30日 - 1943年〈昭和18年〉7月6日）は、日本の政治家、弁護士。衆議院議員（大阪府第三区選出、当選1回）。

## 経歴
鳥取県西伯郡外江村（現在の境港市外江町）に生まれる。万太郎の三男。1920年（大正9年）に関西大学を卒業し、1921年（大正10年）に弁護士試験に合格。弁護士事務所を開業した。一般民刑事件の依頼に応じる。
1913年（大正2年）以来国民党の政策に共鳴し、旧党解散の後革新倶楽部となり、更に革新党となるのに伴って一貫して行動を共にする。革新党大阪支部長として同党内に重きをなす。
司法省委員となる。その他、榎本鋳造鉄工所監査役、油谷機械工作所監査役、油谷重工業常監などを務めた。
1942年（昭和17年）、第21回衆議院議員総選挙に非推薦で出馬し、当選を果たした。翼賛政治会に所属。1943年（昭和18年）7月6日に死去。

## 人物
1931年、分家する。趣味は歴史、文芸、江戸時代の文学、相撲。宗教は禅宗。思想は自由主義である。大阪府在籍で、住所は大阪市北区中野町三丁目。

## 家族
高梨家
- 妻・ツヤコ（1905年 - ?、広島、中川寛男の妹）[5]
- 息子、娘[5]

## 著書
- 『法窓五月雨雑記』（大同書院、1934年）[9]